# Rafael Mea Vitali
Rafael Loreto Mea Vitali (ur. 17 lutego 1975 w Caracas) – wenezuelski piłkarz występujący na pozycji obrońcy.

## Kariera klubowa
Mea Vitali karierę rozpoczynał w 1993 roku w zespole Caracas FC. W ciągu siedmiu lat zdobył z nim trzy mistrzostwa Wenezueli (1994, 1995, 1997) oraz trzy Puchary Wenezueli (1994, 1995, 2000). W 2000 roku odszedł do amerykańskiego klubu New Jersey Stallions z ligi USL D-3 Pro League.
Na początku 2001 roku Mea Vitali wrócił do Caracas. W tym samym roku wywalczył z kolejne mistrzostwo Wenezueli. W 2003 roku przeszedł do niemieckiego drugoligowca, klubu SV Waldhof Mannheim. W 2. Bundeslidze zadebiutował 11 sierpnia 2002 w przegranym 2:4 pojedynku z Eintrachtem Brunszwik. W Waldhofie spędził rok.
Potem Mea Vitali na pół roku wrócił do Caracas. Następnie również przez pół roku grał w niemieckim Sportfreunde Siegen z Regionalligi Süd. W połowie 2004 roku znowu trafił do Caracas FC. W 2006 roku zdobył z nim mistrzostwo Wenezueli. Po tym sukcesie odszedł do UA Maracaibo, z którym w 2007 roku wywalczył wicemistrzostwo Wenezueli. W Maracaibo występował do roku 2008.
Następnie grał w zespołach Estrella Roja, Mineros de Guayana, Aragua FC, Atlético Venezuela oraz Metropolitanos FC. W 2015 roku zakończył karierę.

## Kariera reprezentacyjna
W reprezentacji Wenezueli Mea Vitali zadebiutował w 2001 roku. W tym samym roku został powołany do kadry na turniej Copa América. Nie zagrał jednak na nim w żadnym meczu, a Wenezuela odpadła z rozgrywek po fazie grupowej.
W latach 2001–2002 w drużynie narodowej Mea Vitali rozegrał łącznie 10 spotkań.